# 林郁婷
林郁婷（1995年12月13日—），臺灣女子拳擊運動員。臺灣首位在世界盃賽事青年級組中獲得獎牌的女子拳擊手、臺灣首位贏得世界拳擊錦標賽冠軍的選手。
在2024年巴黎奧運拳击比赛女子羽量級中，林郁婷擊敗了波蘭選手茱莉亞·塞琳梅塔，成為臺灣首位奪得奧運金牌的拳擊手。

## 早年生活與教育
林郁婷生於臺北縣鶯歌鎮（今新北市鶯歌區），在家裏四個兄弟姐妹中排行老么，從小和哥哥一起觀看日本動畫《第一神拳》而激發了對拳擊的興趣，希望通過學習拳擊來保護母親免受家庭暴力。在國一時加入鶯歌國中拳擊隊，開始接受專業拳擊訓練，並在國二時成為臺灣國內多項拳擊比賽的常勝軍。高中時期就讀新北市立鶯歌高級工商職業學校，開始代表臺灣參加國際拳擊賽事。林郁婷在大學和碩士階段分別畢業於文化大學體育系和運動教練研究所，後來在輔仁大學商學研究所攻讀博士學位。2024年，林郁婷成為文化大學運動教練研究所的博士生以及體育系的助理教授。

## 拳擊生涯
林郁婷經歷約5年的訓練期，師承於曾自強，以靈活而兇悍的拳法著稱。2013年，其代表臺灣赴保加利亚參加世界青年暨青少年女子拳擊錦標賽。在51公斤級的冠軍戰中，林郁婷以3：0擊敗土耳其選手伊絲提，成為臺灣首位在世界拳擊賽事青年級組中奪得金牌的選手。
2018年，林郁婷在2018年世界女子拳击锦标赛上贏得雛量級金牌，並在2019年世界女子拳擊錦標賽上再度獲得了一枚獎牌。2021年7月至8月，林郁婷代表中華隊參加2020東京奧運拳擊女子羽量級拳擊比賽。首戰16強賽對陣菲律宾選手内茜·佩特西奥，最終以2：3落敗。
2022年5月，第12屆世界女子拳擊錦標賽於土耳其舉辦。林郁婷打進57公斤級金牌戰，並擊敗在東京奧運中獲得銅牌的義大利選手伊尔玛·泰斯塔，以4：1贏得個人第二面世界錦標賽金牌。

### 2023年
2023年3月，林郁婷在2023年世界女子拳击锦标赛女子57公斤級比賽中獲得銅牌，但因俄羅斯主導的國際拳擊協會指出「性別生化檢測異常」而被取消資格。阿爾及利亞拳擊手伊曼·哈利夫也因相同原因被取消資格。這導致林郁婷因此被剝奪了銅牌，銅牌則轉給了保加利亞選手斯韋特蘭娜·斯塔涅娃。
國際奧林匹克委員會及其巴黎拳擊單位批評國際拳擊協會取消林郁婷資格的決定「突如其來且任意」，並表示該決定「未經正當程序」。《華盛頓郵報》指出，「目前尚不清楚哈利夫和林郁婷在2023年未能通過的具體標準」。國際拳擊協會並未透露具體的測試方法，表示「情況仍然保密」。2023年6月，國際奧委會在年會上撤銷了對國際拳擊協會的承認，導致其被逐出奧林匹克運動會的體育管理機構。林郁婷回到臺灣後進行了額外的測試，並確認具備參賽資格。
同年10月，林郁婷參加杭州第19屆亞洲運動會，在16強賽中擊敗了菲律賓選手佩特西奧，8強賽中擊敗泰國選手波蒂普·巴帕（Porntip Buapa），成功挺進4強賽並獲得2024年夏季奥林匹克运动会的參與資格。在4強戰中，以5：0戰勝印度選手帕文·胡達，獲得金牌戰資格。在金牌戰中，以5：0擊敗哈薩克選手卡林娜·伊布拉吉莫娃而贏得金牌，成為臺灣女子拳擊歷史上的首位金牌得主。

### 2024年巴黎奧運

#### 參賽資格爭議
2024年巴黎奧運拳擊賽期間，林郁婷因為被爱尔兰前拳擊選手巴里·麥圭根、美国前女游泳選手南希·霍格斯黑德、英国作家J·K·罗琳、美国前总统唐纳德·特朗普及部份奧運選手等人质疑其與阿尔及利亚女拳擊手伊曼·哈利夫的參賽資格及性別，成為國際媒體焦點。質疑者援引2023年國際拳擊協會的「性別生化檢測」，主張林為不應具備參賽資格的跨性別女性，部分俄羅斯媒體宣稱林郁婷為有男性性染色體的生理男性。随后国际奥委会澄清林郁婷完全符合參賽資格，並質疑國際拳協2023年世錦賽剝奪資格的程序不正當，以及被國際奧會除名的拳協組織存在腐敗與俄罗斯支持的歧視、刻意操弄以及權力鬥爭。台湾方面則有新聞報導中國大陸發動認知作戰操縱相關議題。
支持者聲援出生生理性別以及性別認同皆為女性，始終以女性身份參賽的林郁婷，反對因為國際拳擊協會2023年存在瑕疵的檢驗方式與資格剝奪無端捲入性別爭議案，媒體亦播放林郁婷18歲時在公共電視台參與紀實採訪節目中的影像，爭議事件同時引發台灣對J·K·羅琳的強烈反彈聲浪。

#### 賽事結果
林郁婷在57公斤級首輪賽事16強對上烏茲別克選手西托拉·圖爾迪別科娃，以5：0拿下個人奧運首勝，挺進8強，在8強戰以5：0擊敗保加利亚選手卡梅諾娃挺進四強準決賽，賽後卡梅諾娃雙手高比X抗議林郁婷的參賽資格，其教練則指控林有男性性染色體。準決賽以5：0擊敗土耳其選手耶爾德茲晉級決賽，賽後宣判時，耶爾德茲亦同樣雙手高比X抗議林的參賽資格。在8月10日的最終決賽中，林郁婷以5：0擊敗波蘭選手茱莉亞·塞琳梅塔奪得奧運金牌，而這也是中華台北隊拿下的史上首面奧運拳擊金牌以及本屆夏季奧運的第2面金牌。

## 主要獲獎紀錄
- 2010年98學年度全國中等學校拳擊錦標賽（國中女子組，39.01kg-41.0kg級）：第一名[48]
- 2011年全國總統盃拳擊錦標賽（國中女子組，39.01kg-41.0kg級）：第一名
- 2011年全國總統盃拳擊錦標賽（高中女子組，45.01-48kg級）：最佳技術
- 2012學年度全國中等學校拳擊錦標賽（高中女子組，48.01-51kg級）：第一名
- 2012年世界女子拳擊錦標賽國手選拔賽（社會女子組，45.01-48kg級）：第一名
- 2013年世界青少年男子、世界青年及青少年女子拳擊錦標賽暨亞洲男子拳擊錦標賽國手選拔賽（青年女子組，48.01-51kg級）：第一名[49]
- 2013年全國總統盃拳擊錦標賽（社會女子組，51.01-54kg級）：第一名及最佳技術
- 2013年全國中等學校暨大專盃拳擊錦標賽（51.01-54kg級）：第一名及最佳技術
- 2013年保加利亞世界青年暨青少年女子拳擊錦標賽（青年女子組，51kg級）：金牌
- 2017年胡志明亞洲女子拳擊錦標賽，54KG級：金牌及最佳拳手[50]
- 2018年世界女子拳击锦标赛，W54KG級：金牌[51]
- 2018年亞洲運動會，W51KG級：銅牌
- 2019年曼谷亞洲拳擊錦標賽，W57KG級：金牌
- 2019年世界女子拳擊錦標賽，W57KG級：銅牌
- 2020年東京奧運亞大區拳擊資格賽，W57KG級：金牌
- 2021年全國大專院校運動會，W60KG級：金牌
- 2023年世界女子拳击锦标赛，W57KG級：金牌
- 2023年亞洲運動會，W57KG級：金牌
- 2024年夏季奥林匹克运动会，W57KG級：金牌